# St. Martinus (Richrath)

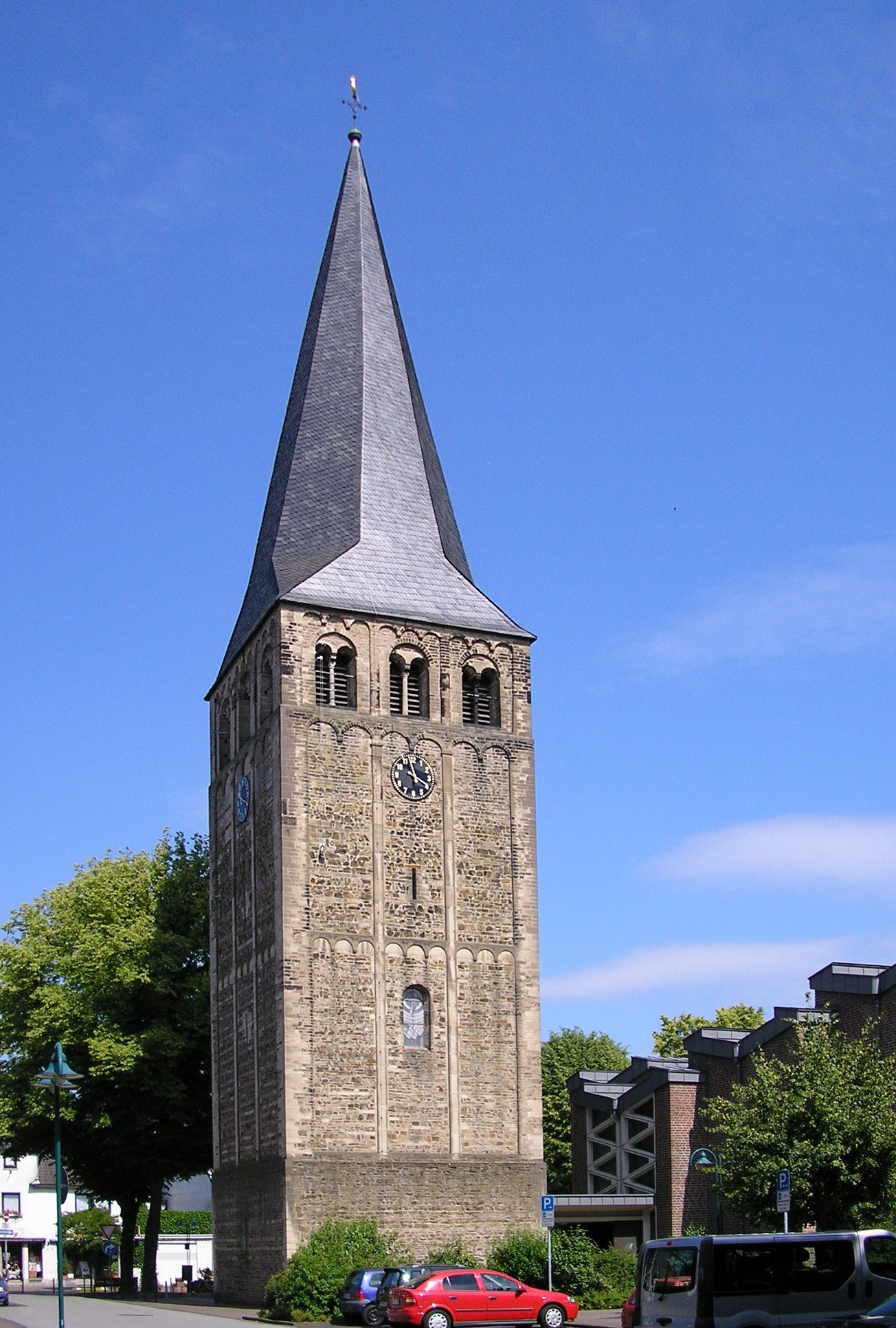
St. Martinus zu Richrath, Blick zum romanischen Turm

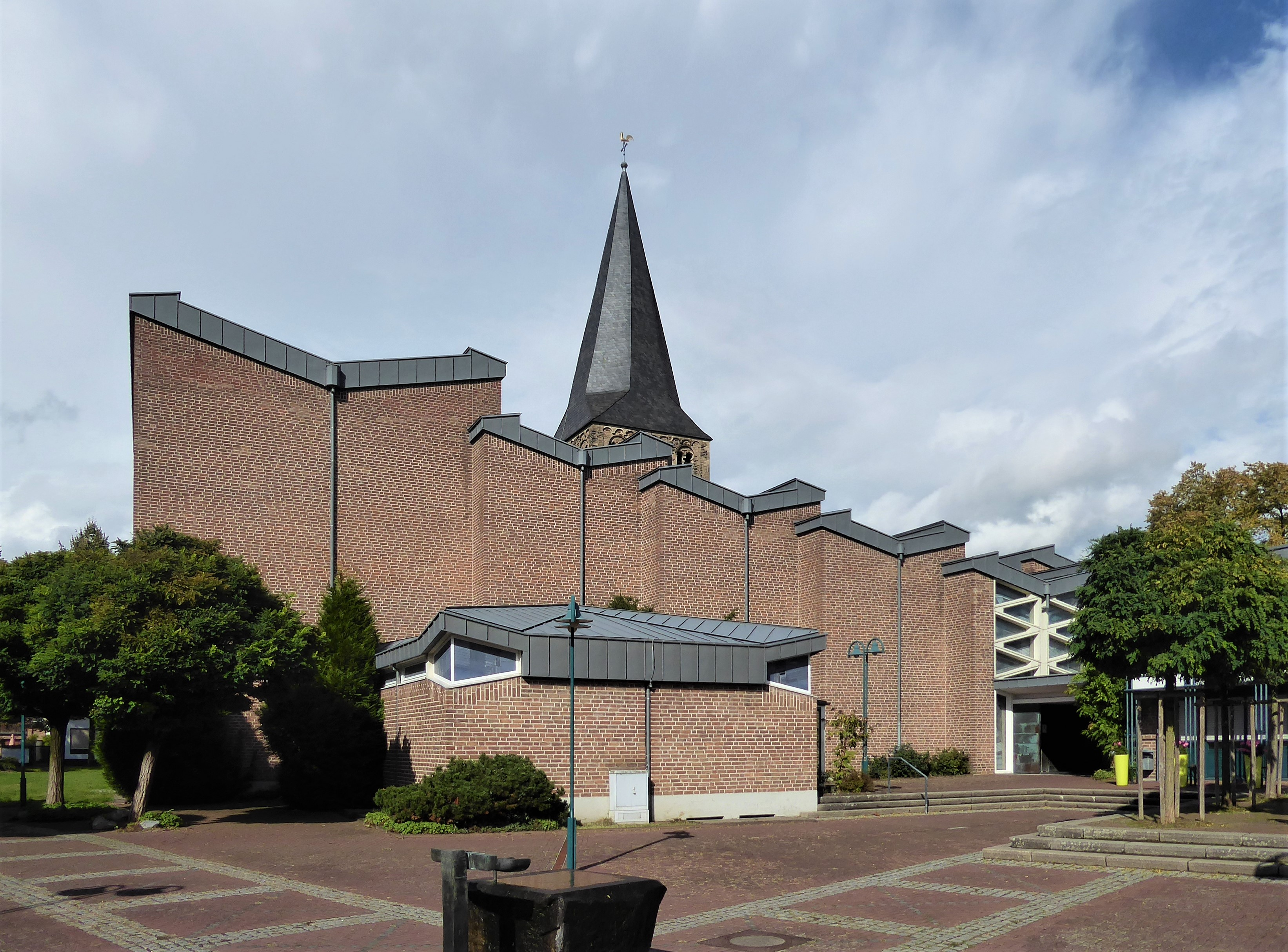
Ansicht der Kirche von Süden

St. Martinus, kurz St. Martin, ist die römisch-katholische Kirche von Langenfeld-Richrath (Kreis Mettmann). Ihre Geschichte reicht zurück in die Christianisierung des Rheinlands. Die Baugeschichte konnte in zwei archäologischen Ausgrabungen geklärt werden.
Die gleichnamige Kirchengemeinde fusionierte am 1. Januar 2011 im Zuge des erzbischöflichen Projekts „Wandel gestalten – Glauben entfalten“ mit den sieben weiteren Langenfelder Gemeinden zur Kirchengemeinde St. Josef und Martin.
Der Turm der Kirche ist als Baudenkmal geschützt.

## Historische Beschreibung
Eine historische Beschreibung zu St. Martin findet sich im Heimatbuch der Gemeinde Richrath-Reusrath und stammt aus der Feder des damaligen Pfarrers Theodor Breuer. Er fasste seine Kenntnisse und Eindrücke wie folgt zusammen:

„Zu den ältesten Pfarrgemeinden des ganzen Bergischen Landes gehört wohl die Pfarre Richrath. Bereits im 8. Jahrhundert soll zu Richrath eine Kirche gestanden haben, in der der bekannte Apostel des bergischen Landes, der heilige Swidbert das Evangelium verkündete. Der wuchtige, noch sehr gut erhaltene romanische Turm, der wie ein gewaltiger Gottesfinger in der weiten Ebene zwischen Rhein, Wupper und Düssel nach oben weist, stammt aus dem Ende des zehnten und dem Anfang des elften Jahrhunderts. Die Höhe bis zum Turm beträgt 24 Meter, der Knickhelm ist 25 Meter hoch, das Mauerwerk ist teilweise 1,65 Meter dick. Der untere Teil des Turms, der aus einem Steinmaterial ist, das von dem des oberen Teils verschieden ist, soll am ältesten sein, also aus einer Zeit vor dem zehnten Jahrhundert stammen. Im Turme hängen zwei alte Bronzeglocken. Auf der ersten, die der Mutter Gottes geweiht ist, besagt die lateinische Inschrift, dass sie im Jahre 1649 unter dem Pastor Ludwig Crah umgegossen wurde. Auf der zweiten liest man, dass sie von Johannes Bouvet am 25. Mai 1680 gegossen wurde. Die Kirche gehörte seit alten Zeiten zur Domküsterei Köln, die auch das Patronatsrecht hatte. 1792 wurde das Schiff der Kirche, weil es feucht war und Risse aufwies, wie der Pfarrer Ludovici in seiner Chronik bemerkt, niedergelegt. Das bestehende Kirchenschiff musste einem im Jahre 1895 errichteten Neubau weichen, der in südlicher Richtung in romanischem Stile an den alten Turm angebaut wurde. Am Turm lässt sich feststellen, dass wenigstens drei Schiffe in östlicher Richtung an den Turm angebaut waren.“

## Grabungsbefunde
Die erste archäologische Ausgrabung an St. Martin führte Dr. Binding im Jahre 1968 durch. Eine vollständige Ausgrabung erfolgte im Jahre 2002 durch das Rheinische Amt für Bodendenkmalpflege, Außenstelle Overath, unter der Leitung von Dr. Gechter. In dieser Grabung wurden sämtliche Vorgängerkirchen an der Ostseite des Turms untersucht und es konnten die ursprünglichen Ergebnisse der ersten Stichgrabung aus dem Jahre 1968 revidiert werden. Da das Grabungsareal im Übrigen über 1000 Jahre als Friedhof Verwendung fand, bargen die Archäologen zudem über 70 Bestattungen. Zwei der bestatteten Frauen konnten als Maria Constantina von Vellbrück (1672–1744) und Anna Maria von Vellbrück, geb. von Vlatten (1711–1773), Ehefrau des Adam von Vellbrück, identifiziert werden. Zu den Bauphasen im Einzelnen:
- Phase 1

Ein erster fassbarer Steinbau aus dem 10. Jahrhundert maß mindestens 10,80 m × 6,70 m, wobei die tatsächliche Länge aufgrund des später errichteten Turms heute nicht mehr festzustellen ist. Eine hölzerne Vorgängerkirche konnte nicht nachgewiesen werden, ist jedoch aufgrund der aufgefundenen Gräber wahrscheinlich (vor Phase 1). Die C14-Analyse aufgefundener Gebeine datierte diese auf das Jahr 796 n. Chr.
- Phase 2

Im zwölften Jahrhundert wurde der heute noch existierende Turm gemeinsam mit einer größeren Kirche errichtet. Die Maße des beeindruckenden Turm-Bauwerks aus Bruchsandsteinen und Tuffquadern: 8,70 m × 8,96 m, Traufenhöhe 22 m, Gesamthöhe 44 m. Das Kirchenschiff maß in der Breite 8,90, in der Länge mit Rechteckchor 24,80 m und mit der mutmaßlich später angefügten Apsis 27,10 m. Der heutige, goldene Hahn ist dagegen jungen Datums. Er wurde am 3. Juni 1999 als ein Geschenk der Partnerstadt Senlis (Oise) auf dem Kirchturm angebracht. Der alte Wetterhahn fand einen Platz am neuen Kirchenschiff, vor dem inzwischen auch das hölzerne Kreuz der aufgelassenen Tochterkirche St. Pius zu finden ist.
- Phase 3

Der bekannte Pfarrer (von 1767 bis 1802) und Verfasser einer überregional bekannten und bedeutenden Weltchronik, Hermann Ludovici (1731–1802), ließ 1792 anstelle der maroden Vorgängerkirche an den alten Turm ein neues Gotteshaus bauen. Seinen Angaben zufolge maß das Bauwerk außen in der Länge 90 Fuß, in der Breite 45 und in der Höhe 27 köllnische Fuß.
- Phase 4

Die erneut vergrößerte dritte Kirche am alten Turm wurde in neoromanischen Stil in den Jahren 1894/95 erbaut. Von dieser Kirche ließ sich nur noch die östlich am Turm angebaute Taufkapelle im Grabungsbefund nachweisen. Dieser Kirchenbau musste im Übrigen 1965/66 einem erneut vergrößerten, inzwischen vierten Kirchenschiff am alten Turm weichen. Die Erkenntnisse der Ausgrabungen wurden durch Pflasterung auf dem Vorplatz der Kirche sichtbar gemacht.

## Bedeutung St. Martins
St. Martin lag an einer der beiden „Hauptstraßen“ des Mittelalters, dem Mauspfad. Dieser einstige Pfad verlief in Langenfeld in gerader Linie über den Rosendahlsberg, Hausingen, das Hagelkreuz, durch die Talstraße und über die Richrather Straße an St. Martin vorbei nach Hilden. Da der Weg bereits aus der frühen Eisenzeit stammt, bestätigt sich auch hier, dass St. Martin-Kirchen als Mittelpunkte mehrerer Siedlungen bevorzugt an einem bereits bestehenden Weg angelegt wurden. Des Weiteren ist hierzu anzumerken, dass mit der Einbeziehung Hildens, Haans und Elberfelds drei Orte in nordöstlicher Richtung lagen, die gleichzeitig eine Hauptrichtung Kölner Kirchenpolitik darstellten. Hier wird deshalb eine Wechselwirkung von Sachsenmission, Kirchenorganisation und erstem Handelsweg, nicht nur durch das Rheinland, angenommen.

## Orgel

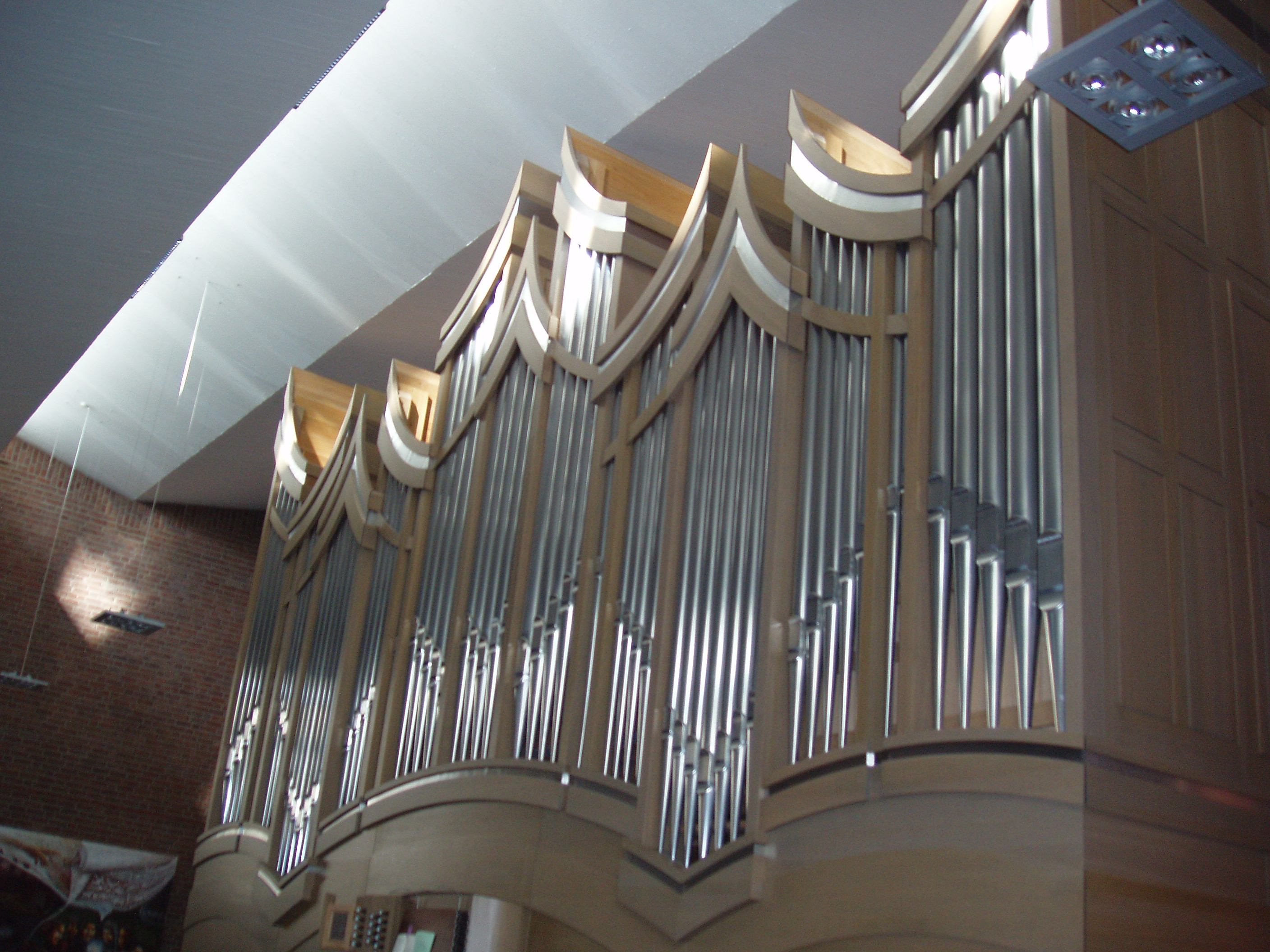
Orgel der St.-Martins-Kirche in Richrath

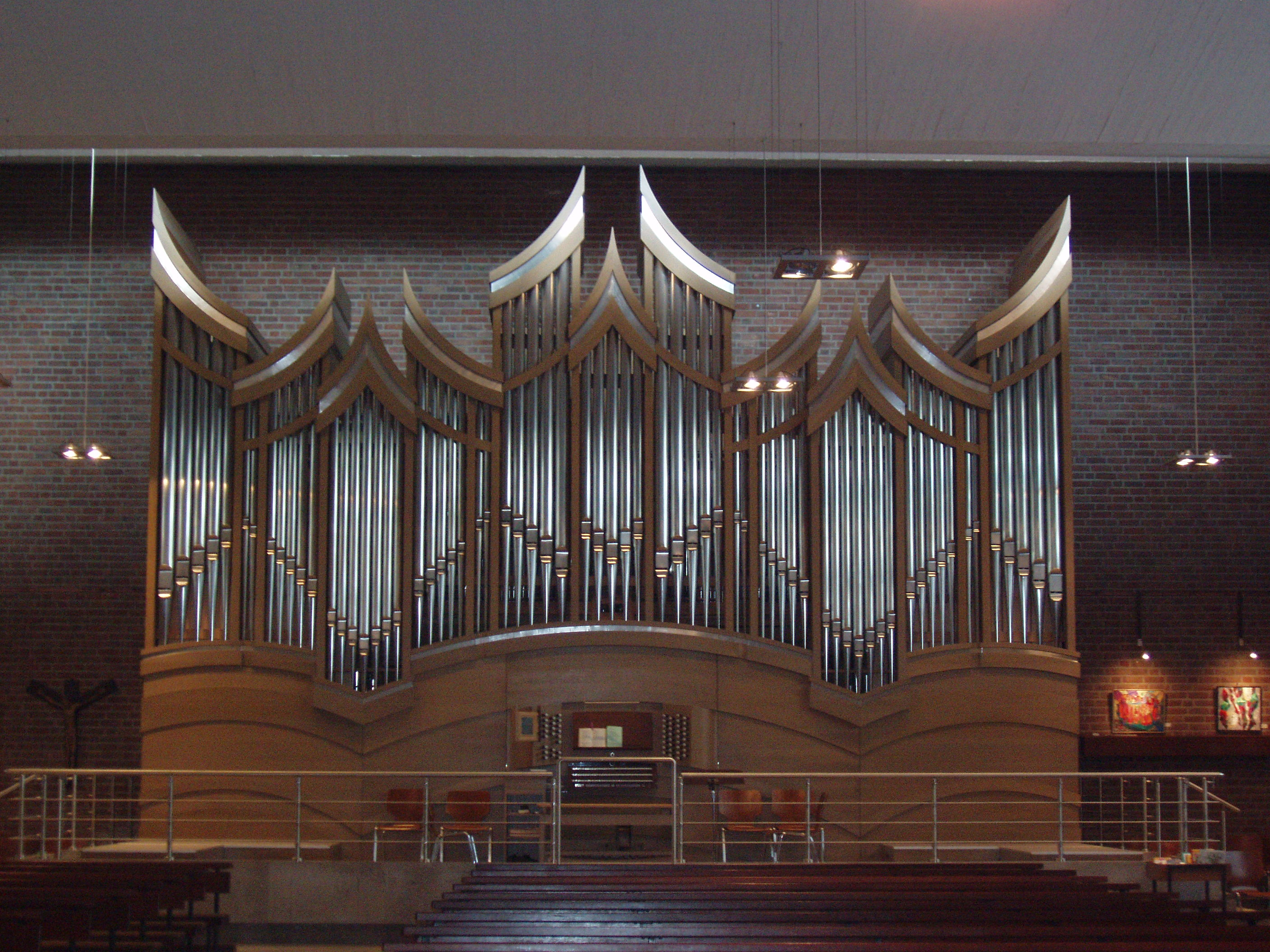
Orgel (vom Altar aus)

Die Orgel wurde 2006 von dem Orgelbauer Romanus Seifert aus Kevelaer erbaut. Das Instrument hat 30 klingende Register auf zwei Manualen und Pedal. Sämtliche Register des II. Manuals stehen auf Wechselschleifen und lassen sich wahlweise auch auf dem III. Manual registrieren. Die Spieltrakturen sind mechanisch, die Registertrakturen sind elektrisch.
| I Hauptwerk C–a3 |            |       |
| 1.               | Bordun     | 16′   |
| 2.               | Principal  | 8′    |
| 3.               | Spitzflöte | 8′    |
| 4.               | Rohrflöte  | 8′    |
| 5.               | Oktave     | 4′    |
| 6.               | Hohlflöte  | 4′    |
| 7.               | Quinte     | 2 ⁄3′ |
| 8.               | Oktave     | 2′    |
| 9.               | Mixtur IV  |       |
| 10.              | Trompete   | 8′    |

| II Récit expressif C–a3 |                   |        |
| 11.                     | Flûte à cheminée  | 16′    |
| 12.                     | Flûte traversière | 8′     |
| 13.                     | Gambe             | 8′     |
| 14.                     | Voix céleste      | 8′     |
| 15.                     | Bourdon           | 8′     |
| 16.                     | Flûte octaviant   | 4′     |
| 17.                     | Salicet           | 4′     |
| 18.                     | Nasard            | 2 ⁄3′  |
| 19.                     | Doublette         | 2′     |
| 20.                     | Tierce            | 1 3⁄5′ |
| 21.                     | Fourniture IV     |        |
| 22.                     | Basson            | 16′    |
| 23.                     | Trompette         | 8′     |
| 24.                     | Hautbois          | 8′     |
| 25.                     | Cromorne          | 8′     |
| 26.                     | Clairon           | 4′     |
|                         | Tremblant         |        |

| III Positif expressif C–a3               |
| (Sämtliche Register des Récit expressif) |

| Pedalwerk C–f1 |                     |     |
| 27.            | Contrabass          | 16′ |
| 28.            | Bordun (= Nr. 1)    | 16′ |
| 29.            | Rohrflöte (= Nr. 4) | 8′  |
| 30.            | Posaune             | 16′ |

- Koppeln: II/I, III/I, III/II (auch als Suboktavkoppel), III/III (Suboktavkoppel), I/P, II/P, III/P

Galerie
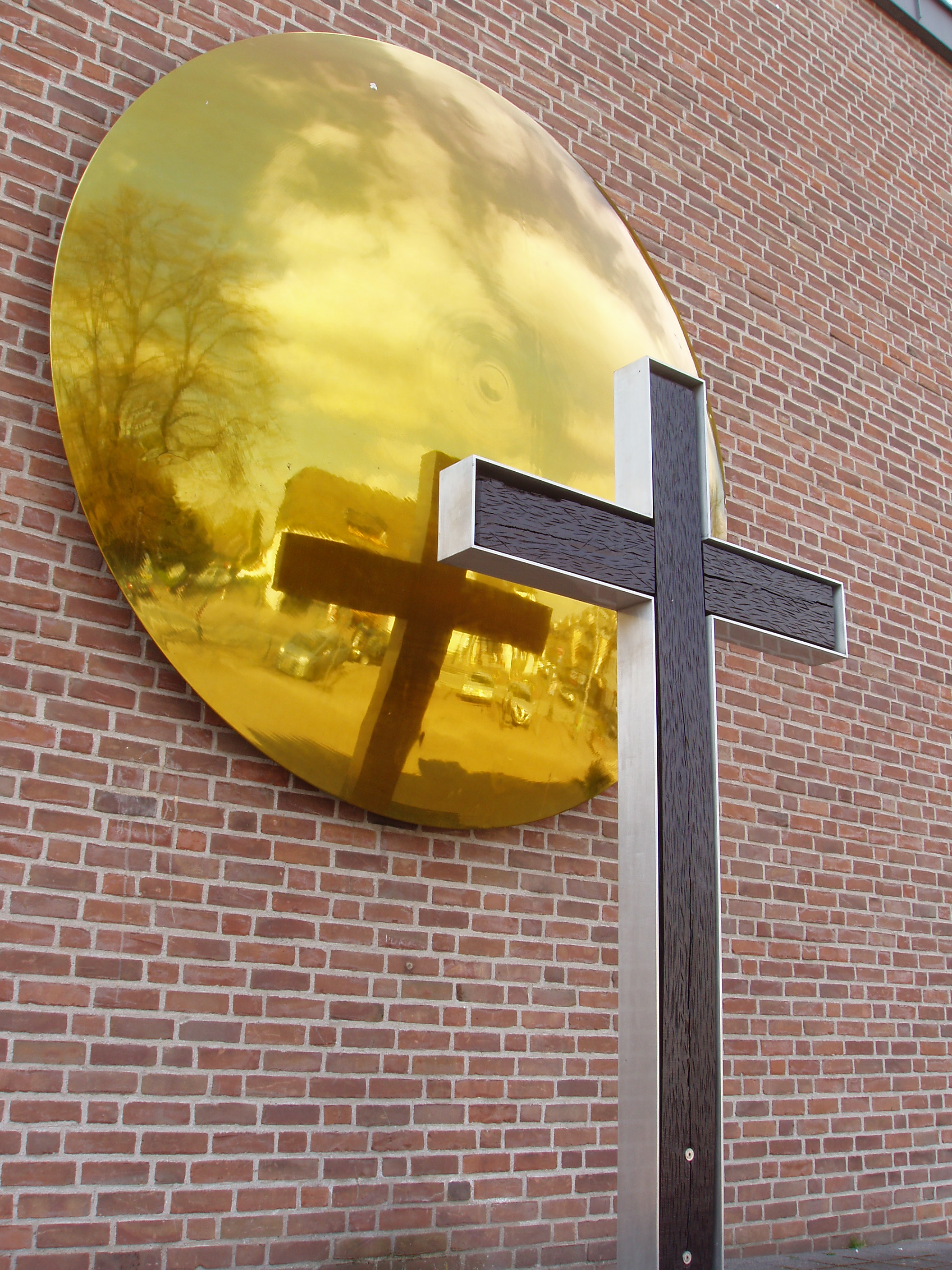
„Weltenspiegel“: Kreuz aus der ehemaligen Filialkirche St. Pius vor einer 3,35 m großen Edelstahlplatte (Professor Horst Gläsker)
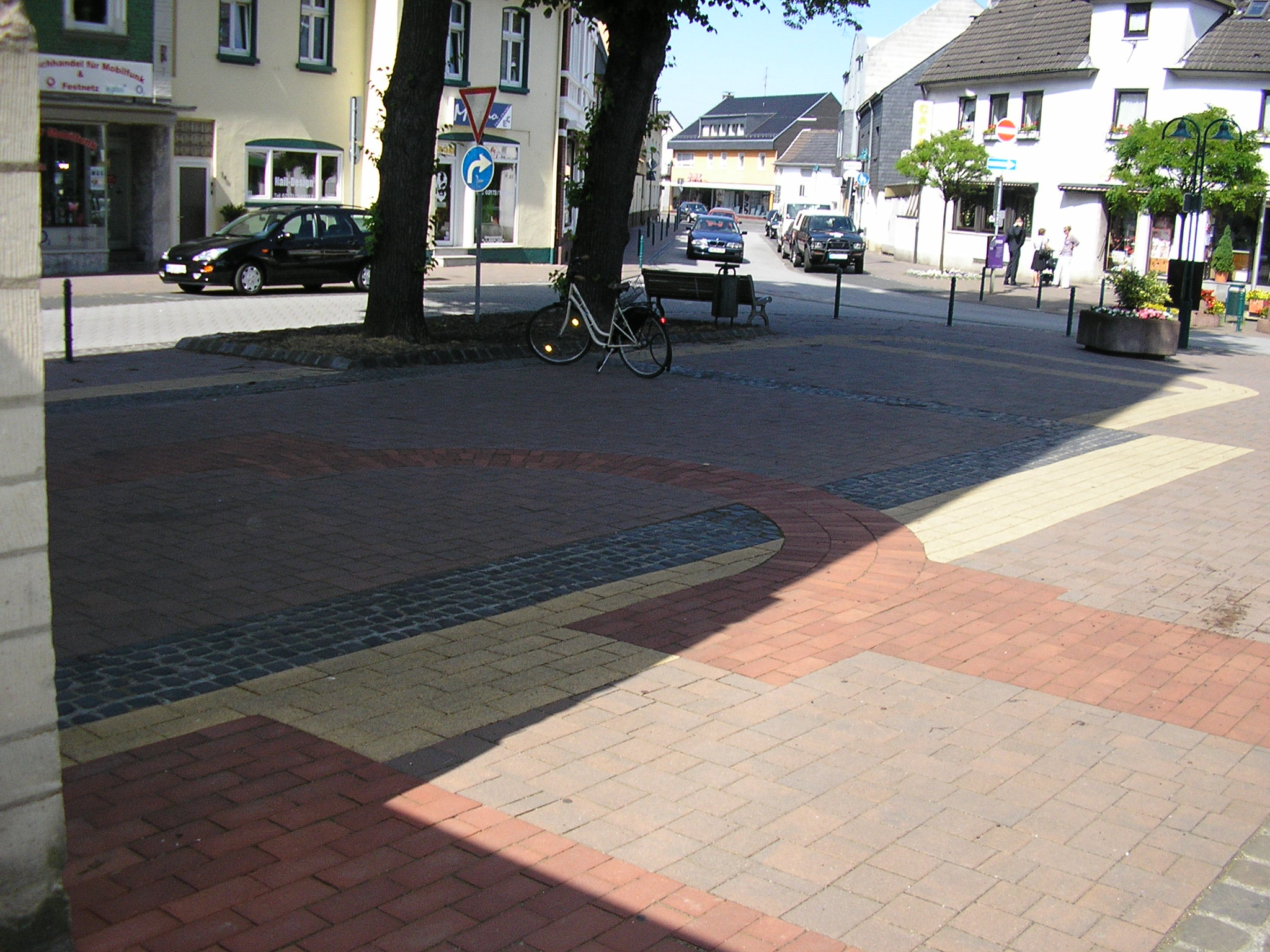
Grundrisse der Vorgängerbauten auf dem heutigen Kirchvorplatz
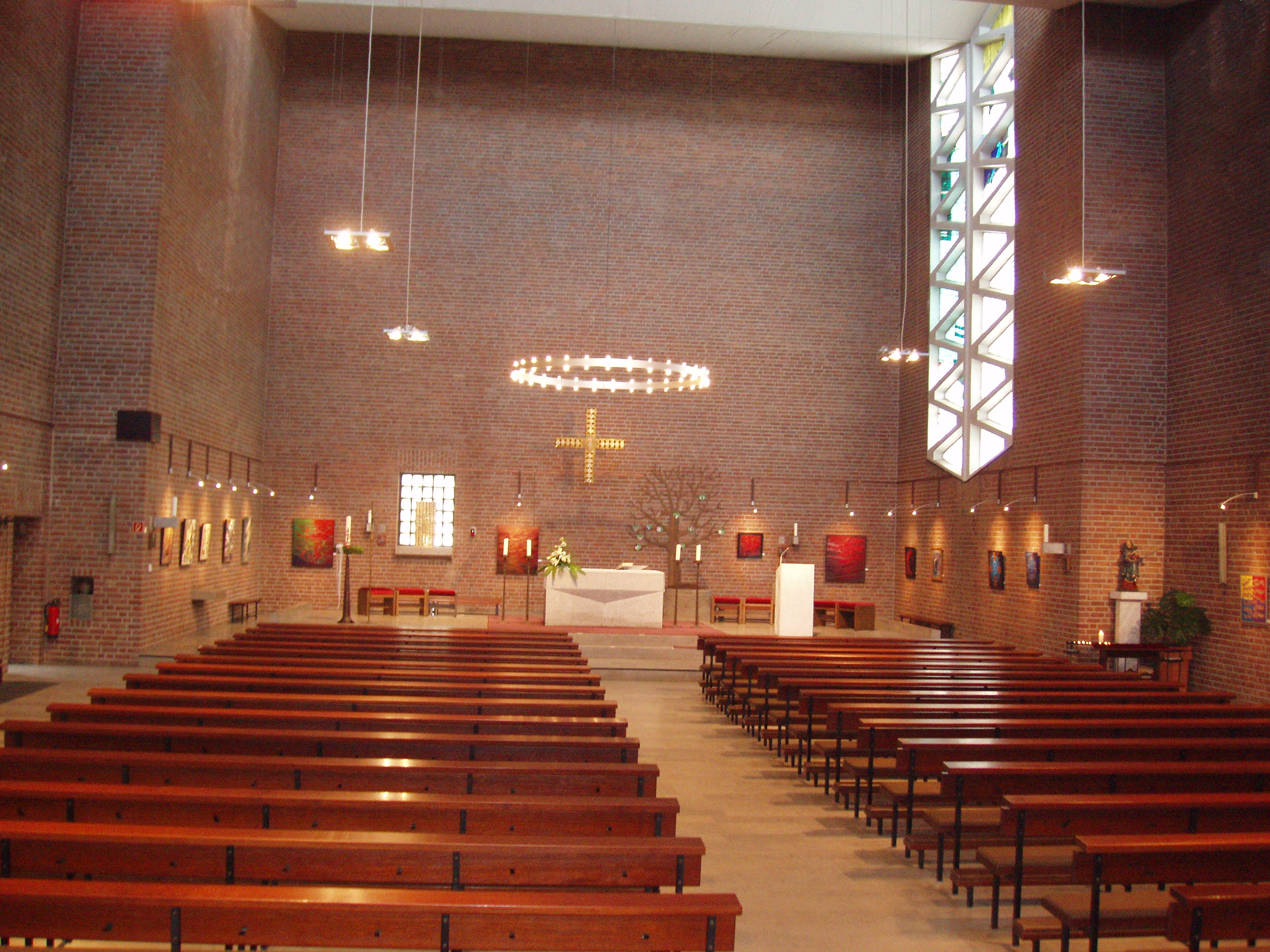
Blick in die Kirche (von der Orgel aus)
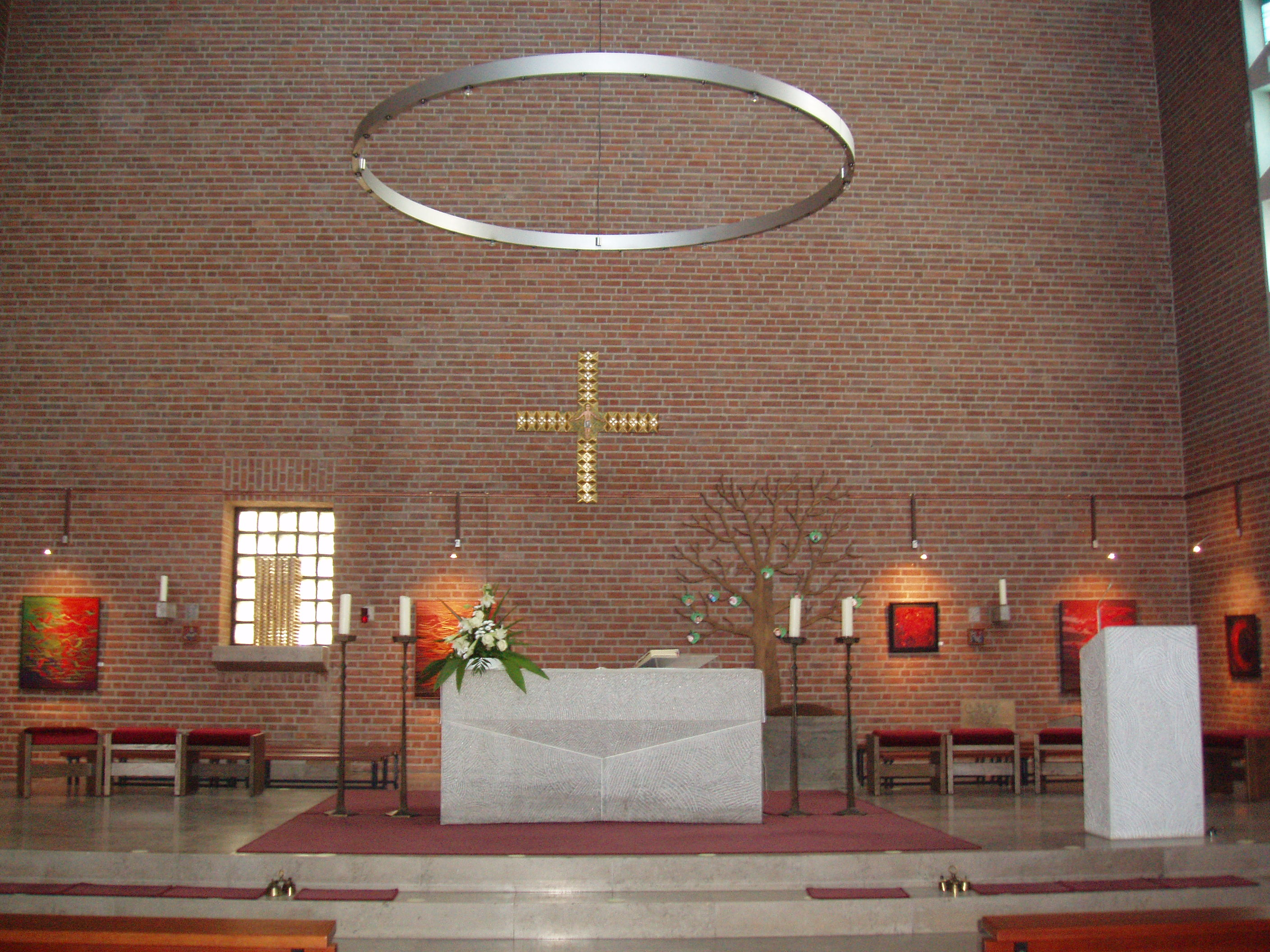
Blick in den Altarbereich der Kirche
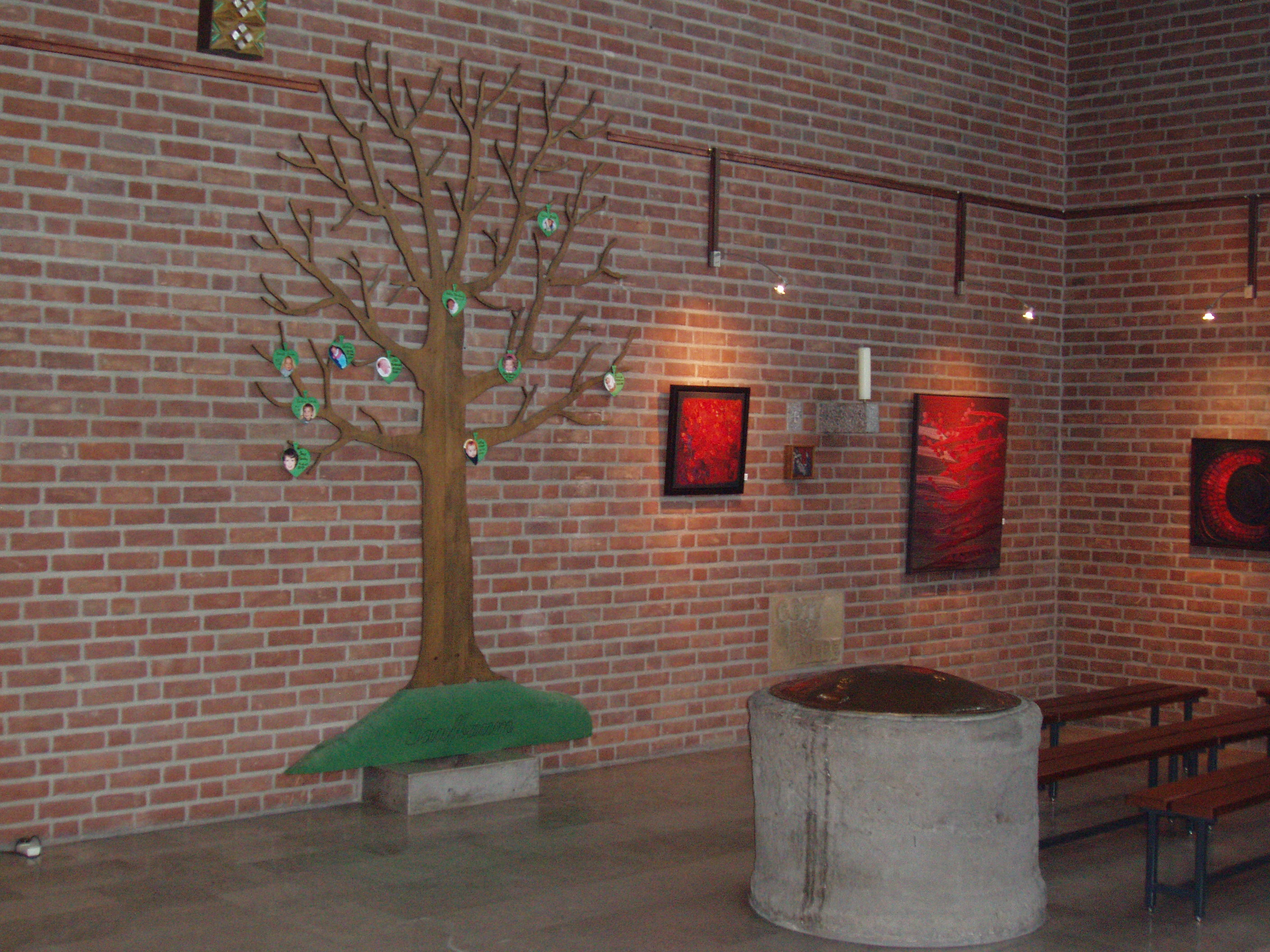
Taufbereich hinter dem Altar; links „Taufbaum“ und rechts Taufbecken
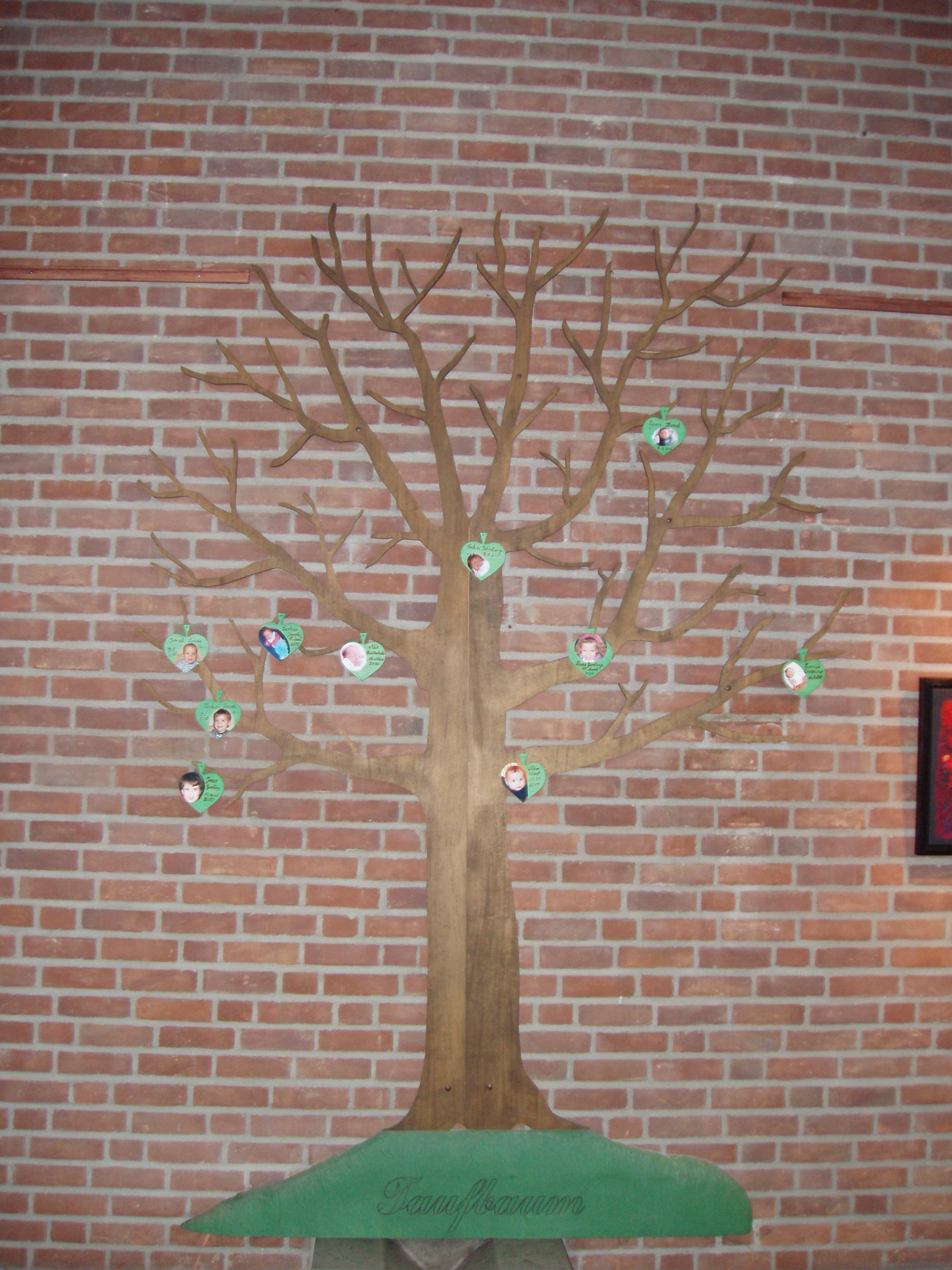
„Taufbaum“ mit den Bildern und Namen der Täuflinge
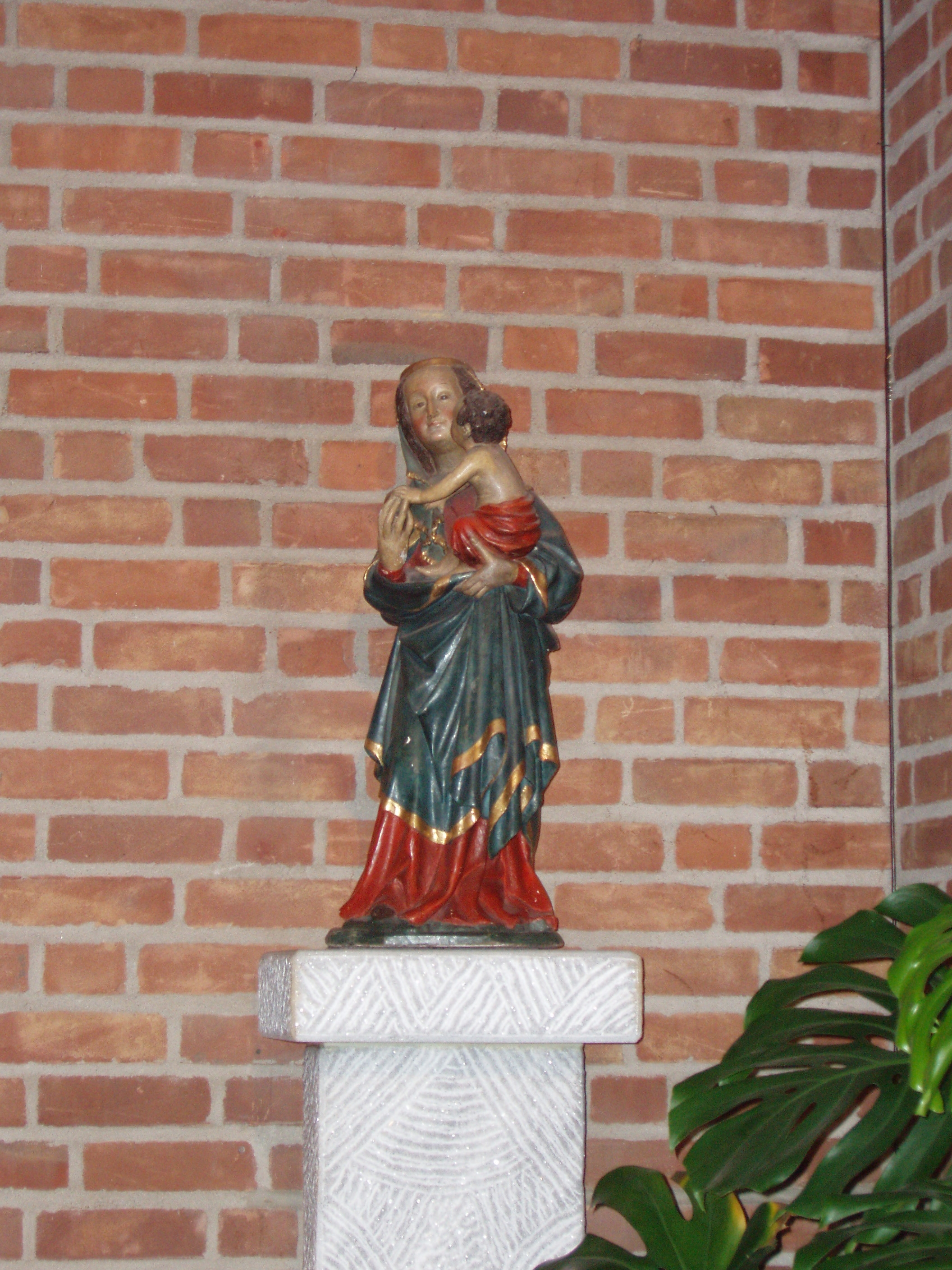
Marienstatue in der Kirche
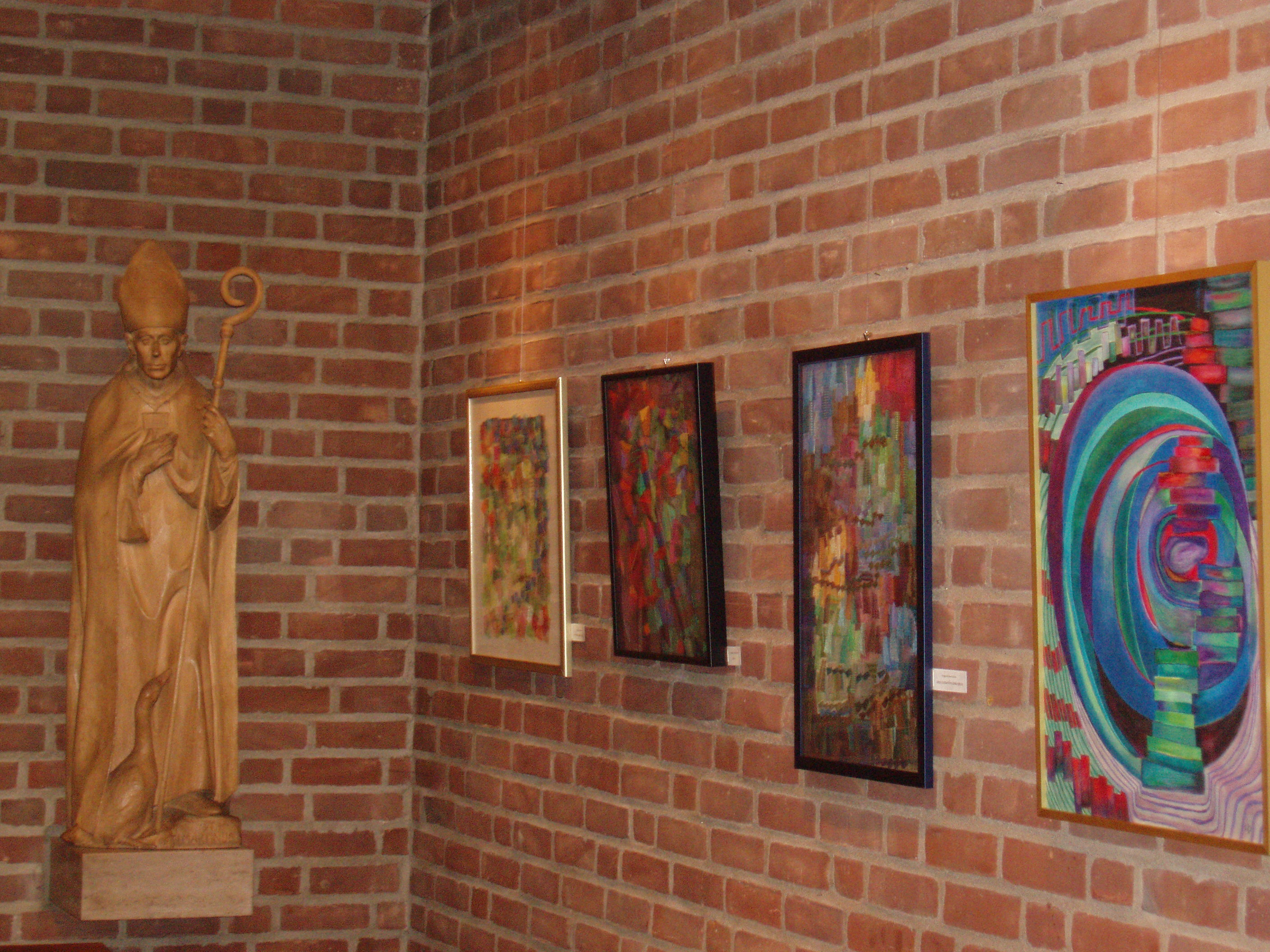
St.-Martins-Statue mit einer Bildergalerie
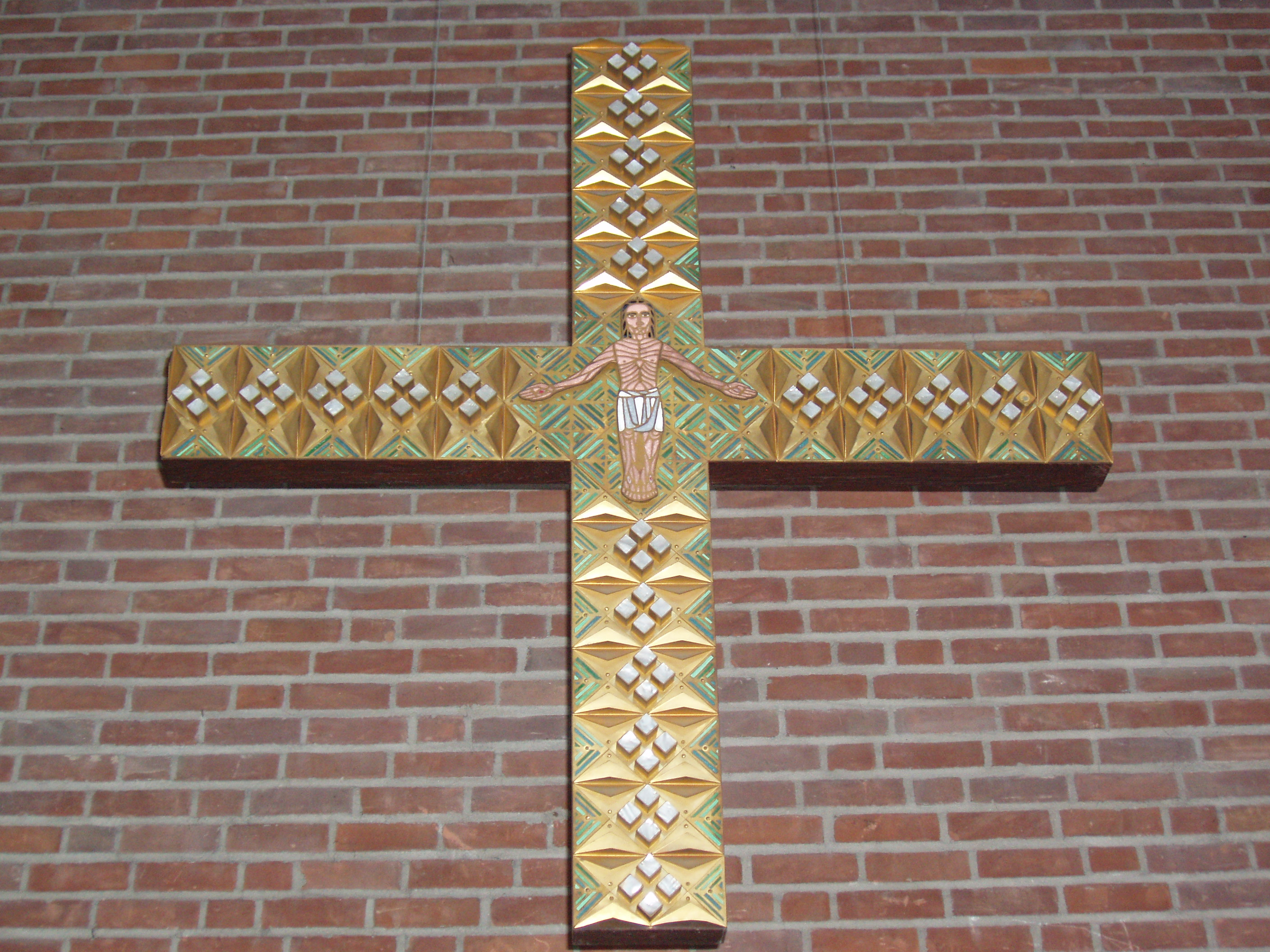
Kreuz, über dem Altar hängend
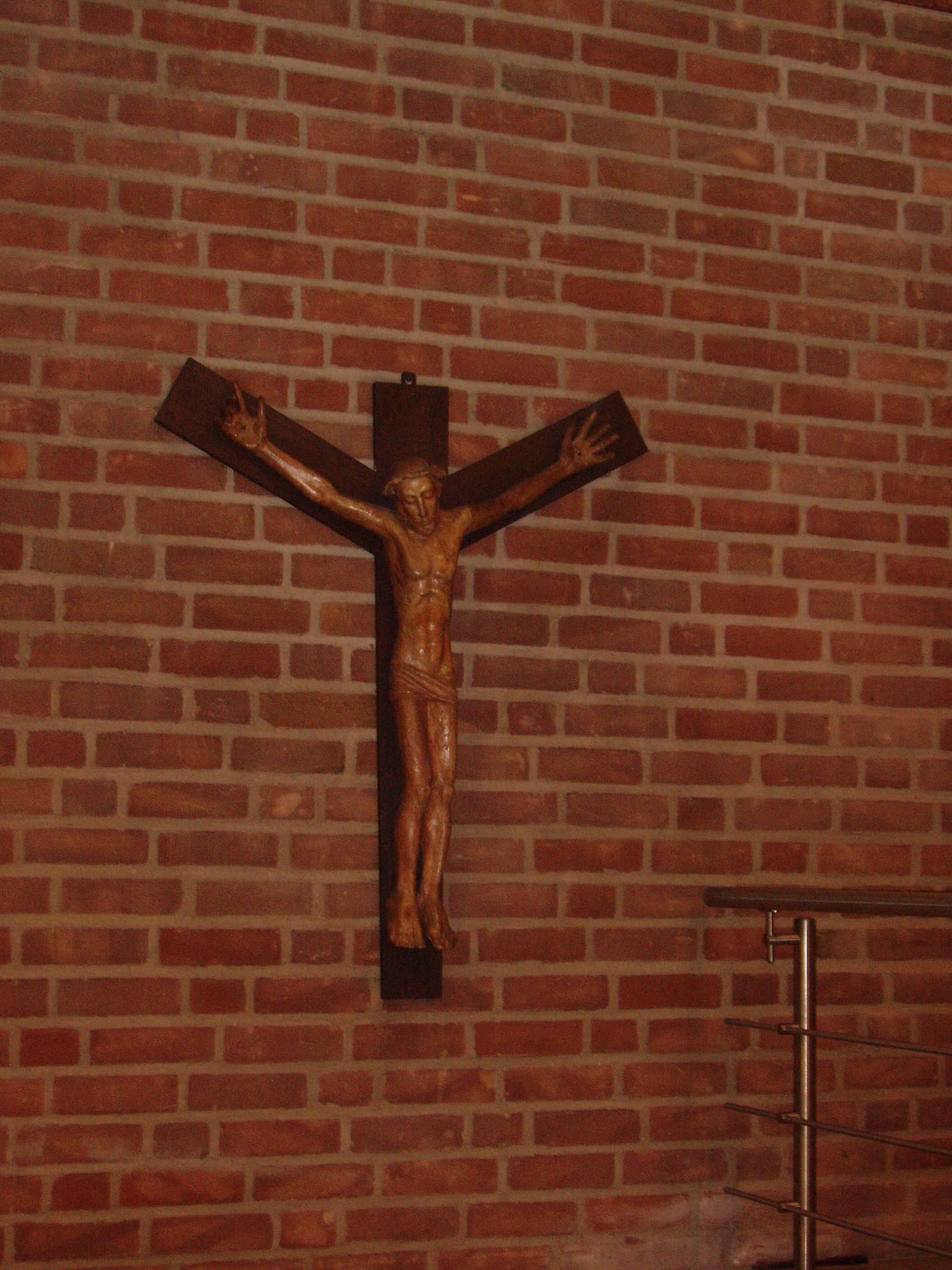
Kreuz im hinteren Bereich der Kirche